# Trimbach (Svizzera)
Trimbach (toponimo tedesco) è un comune svizzero di 6 505 abitanti del Canton Soletta, nel distretto di Gösgen.

## Infrastrutture e trasporti
Trimbach è servito dall'omonima stazione sulla ferrovia Basilea-Olten (linea S9 della rete celere di Basilea).